# Achelia kurilensis
Achelia kurilensis is een zeespin uit de familie Ammotheidae. De soort behoort tot het geslacht Achelia. Achelia kurilensis werd in 1961 voor het eerst wetenschappelijk beschreven door Losina-Losinsky. 